# Greensburg (Maryland)
Greensburg es un lugar designado por el censo ubicado en el condado de Washington en el estado estadounidense de Maryland. En el Censo de 2010 tenía una población de 229 habitantes y una densidad poblacional de 218,31 personas por km².

## Geografía
Greensburg se encuentra ubicado en las coordenadas 39°40′51″N 77°33′42″O / 39.68083, -77.56167. Según la Oficina del Censo de los Estados Unidos, Greensburg tiene una superficie total de 1.05 km², de la cual 1.05 km² corresponden a tierra firme y (0%) 0 km² es agua.

## Demografía
Según el censo de 2010, había 229 personas residiendo en Greensburg. La densidad de población era de 218,31 hab./km². De los 229 habitantes, Greensburg estaba compuesto por el 97.38% blancos, el 0.44% eran afroamericanos, el 0% eran amerindios, el 0% eran asiáticos, el 0% eran isleños del Pacífico, el 2.18% eran de otras razas y el 0% pertenecían a dos o más razas. Del total de la población el 2.18% eran hispanos o latinos de cualquier raza.